# Пасси, Фредерик
Фредери́к Пасси́ (фр. Frédéric Passy; 20 мая 1822, Париж — 12 июня 1912, Нёйи-сюр-Сен) — французский политический деятель, миротворец и экономист. Основатель и первый руководитель «Международной Лиги мира» (1867). Активный участник создания Международного межпарламентского союза (1889). Член (1877) и президент (1890) Академии моральных и политических наук.
В 1901 году совместно с Анри Дюнаном стал первым лауреатом Нобелевской премии мира.

## Биография
Родился в семье, члены которой занимали важные государственные должности. Его дядя Ипполит Пасси был министром финансов. 
Изучал право в Парижском университете, поступил на государственную службу, позже перешёл в Государственный совет.
В 1844 году Пасси получил наследство, покинул государственную службу и занялся изучением политэкономии, опубликовал ряд трудов в этой области (Уроки политэкономии, Механизмы и их воздействие на развитие человечества (1866), Мальтус и его доктрина (1868), История труда (1873) и другие). Он верил, что торговля сближает народы и государства и введет к процветанию, разоружению и всеобщему миру.
В 1846 году женился на Бланш Сагере, у них родилось 12 детей.
Многочисленные жертвы с обеих сторон во время Крымской войны ужаснули Пасси, после чего он стал активным поборником мира.
После франко-прусской войны Пасси опубликовал манифест «Месть или возрождение», где призвал к мирному урегулированию между Францией и Германией на основе арбитража.
В 1881 году он был избран в палату депутатов, где поддерживал законодательство о труде и резолюции о международном арбитраже, а также осуждал агрессивную колониальную политику Франции.
В 1888 году он организовал встречу французских и британских парламентариев для обсуждения перспектив арбитража между их странами и США. В следующем году представители десяти европейских стран и США основали в Париже Международный союз для разработки предложений относительно арбитража и разоружения под председательством Пасси, который был одним из трёх президентов Межпарламентского союза, основанного в том же году.
Пассии стал известен как «апостол мира», в 1901 году он был награжден Нобелевской премией мира (эту награду он разделил с А. Дюнаном).
Он обращался к британской королеве Виктории с призывом не начинать войну с бурами, убеждал Россию и Японию решить свой спор путем арбитража. До самой старости он много писал и выступал с лекциями. 
Похоронен на кладбище Пер-Лашез.